# Osyp Kulczycki
Osyp Kulczycki (ur. 1804, zm. 3 grudnia 1876 we Lwowie) – poseł do Sejmu Krajowego Galicji III kadencji (1870–1876), ksiądz greckokatolicki, kanonik greckokatolickiej kapituły we Lwowie.
Święcenia kapłańskie przyjął w 1826. Wybrany w IV kurii obwodu Stryj, z okręgu wyborczego nr 33 Stryj-Skole.